# Vom König Midas
Vom König Midas ist ein deutscher Spielfilm der DEFA von Günter Stahnke aus dem Jahr 1963.

## Handlung
Der erste Teil des Films zeigt eine Gruppe Junger Pioniere bei den Vorbereitungen für die Aufführung Kurt Schwaens Kinderoper Vom König Midas auf der Burg von Quedlinburg. Das heißt, man sieht sie beim Kulissenbau, bei der Kostümauswahl und bei den Proben. Anschließend marschierten die Darsteller, hinter dem auf einem Esel reitenden Stephan durch die Stadt, um alle Kinder mit zur Vorstellung auf die Burg zu nehmen. Nachdem fast alle dort auf der Freilichtbühne angekommen sind, beginnt die Vorstellung.
König Midas regiert im alten Griechenland und hat es nur auf Geld und wertvolle Schätze abgesehen. Auf der Durchreise wird Bacchus (der Gott des Weines kommt auf einem Esel geritten) als sein Gast willkommen geheißen. Dieser will dem König bei der Abreise für die Gastfreundschaft einen Wunsch erfüllen. Midas wünscht sich, dass alles was er mit seinen Fingern berührt, zu Gold wird. Bevor Bacchus dieses Ansinnen erfüllt, warnt er den König noch einmal vor den möglichen Folgen. Doch dessen Habgier ist größer und Midas bekommt seinen Wunsch erfüllt. Doch nach geraumer Zeit ist dieser nicht mehr mit Ergebnis glücklich. Nachdem er sogar goldene Tränen weint, bittet er Bacchus ihn von dem Zauber zu erlösen. Doch ohne Strafe kommt er nicht davon. Von nun an muss er den Rest seines Lebens mit Eselsohren leben.

## Produktion
Vom König Midas wurden von der Künstlerischen Arbeitsgruppe „Solidarität“ auf Agfa-Color gedreht und hatte seine Uraufführung am 17. Mai 1963. 
Es singt der Kinderchor des Deutschlandsenders, dem heutigen Rundfunk-Kinderchor Berlin, unter der Leitung von Manfred Roost. Die Außenaufnahmen des Films entstanden in Quedlinburg.

## Kritik
Darüber, dass der Film leider in zwei Teile zerfällt, schrieb o.e. in der Neuen Zeit: 

„Warum diese Filmoper, deren Idee durchaus lobenswert ist, aus der Realität des Vorspannes herausgerissen wurde, bleibt unbegreiflich. Übriggeblieben ist ein Klischee verfilmter Oper, und es ist zweifelhaft ob das die richtige Form ist, Kindern Märchenstoff darzubieten. Diese Kinderfilmoper wäre sicherlich wirksamer geworden, hätte sich der erzieherisch wertvolle Gehalt der Sage schlicht herauskristallisiert, so dass ihn auch die sieben- und achtjährigen Zuschauer ohne Erklärung der Erwachsenen auf ihr kleines Alltagsleben übertragen könnten.“